# Stephanopachys linearis
Espèce
Synonymes
- Apate elongatus Paykull, 1800[1]
- Apate linearis Kugelann, 1792[1]

Stephanopachys linearis est une espèce d’insectes coléoptères saproxyliques de la famille des Bostrichidae. Elle est inféodée aux conifères, notamment aux Pin sylvestre, Épicéa, Sapin et Mélèze, qu’elle occupe lorsqu’ils sont morts sur pied (on parle de chandelles). En France, cette espèce a autrefois été observée en Corse et dans les Pyrénées-Orientales, mais après 1980 elle n’a plus été observée que dans les Hautes-Alpes. Dans ce département, elle a été vue à Freissinière en 2008.
Avec Stephanopachys substriatus, elle figure à l’annexe II de la Directive Habitats-Faune-Flore : les États membres de l’UE doivent proposer des sites Natura 2000 pour préserver son milieu.

## Systématique
L'espèce Stephanopachys linearis a été décrite pour la première fois en 1792 par l'entomologiste prussien Johann Gottlieb Kugelann (1753-1815) sous le protonyme Apate linearis,.

## Publication originale
- (de) J. G. Kugelann, « Verzeichniss der in einigen Gegenden Preussens bis jetzt entdeckten Käfer-Arten, nebst kurzen Nachrichten von denselben », Neuestes Magazin für die Liebhaber der Entomologie / Schneider, Allemagne, vol. 1, no 4,‎ 1792, p. 477-512[6].